# Genealogische Gesellschaft Hamburg

Die Genealogische Gesellschaft Hamburg e. V. (GGHH) wurde am 25. Mai 1918 unter dem Namen Zentralstelle für Niedersächsische Familiengeschichte gegründet. Sie hatte zwei Vorgängervereine
- die 1908 in Hamburg gegründete Ortsgruppe des in Dresden seit 1902 bestehenden Roland, Verein zur Förderung der Stammkunde
- den  1909 gegründeten Hamburgischen Verein für Familiengeschichte, Siegel- und Wappenkunde e. V.

## Geschichte
Es war die Roland-Ortsgruppe, aus der die GGHH schließlich entstand. Den Namen der neuen Organisation entlehnte man von der seit 1904 bestehenden „Zentralstelle für deutsche Personen- und Familiengeschichte“ in Leipzig. Der Verein für Familiengeschichte, Siegel- und Wappenkunde schloss sich der neuen Zentralstelle am 12. März 1919 an.
Erster Vorsitzender wurde Wilhelm Weidler. Ende 1919 zählte man bereits 320 Mitglieder, darunter viele aus alten Hamburger Familien. Der neue Verein schuf sich auch ein Publikationsorgan mit dem Titel Zeitschrift für Niedersächsische Familienkunde.
Mit der Gründung ging der Aufbau einer eigenen Bibliothek Hand in Hand, der bald ein Archiv angeschlossen wurde, in dem Stamm- und Ahnentafeln der Mitglieder, Personalurkunden, Zeitungsausschnitte und Familienanzeigen verwahrt wurden. Das Archiv stand von Anbeginn an unter der Leitung von Theodor Ros, dessen Namen die heutige Bibliothek noch immer führt.
Die Zeit des Nationalsozialismus brachte tiefgreifende Umbrüche. „Völkische Gesinnung, Blut und Boden, Sippenforschung“ hießen die neuen Stichworte, denen sich auch die GGHH nicht entziehen konnte. Ein äußeres Zeichen findet sich noch heute im Jahrgang 35 der Zeitschrift, der auf  das größere DIN-A4-Format umgestellt werden musste. Außerdem  musste sich die GGHH einem neuen „Reichsverein für Sippenforschung und Wappenkunde“ anschließen, dessen Stelle 1937 ein „Volksbund deutscher sippenkundlicher Vereine“ einnahm.
Von Mai 1945 bis Oktober 1946 existierte die Zentralstelle im juristischen Sinne nicht, da alle Vereinigungen durch die damalige Militärregierung verboten waren. Dann trat wieder eine Mitgliederversammlung zusammen. Nachdem 1946 das Bundesland Niedersachsen entstanden war, bot der Name Anlass zu Missverständnissen. Zunächst wurde 1962 die Vereinspublikation in „Zeitschrift für Niederdeutsche Familienkunde“ umgewandelt und schließlich auch der Vereinsname – nach langen Querelen – in Genealogische Gesellschaft, Sitz Hamburg e. V. geändert. Im Jahre 2002 erhielt der Verein den heutigen, verkürzten Namen.
Nach dem ersten Vorsitzenden, dem Studienrat Professor Wilhelm Weidler (1875–1953), wurde von 1933 bis 1935 der in dieser Zeit zum Direktor des Staatsarchivs Hamburg ernannte Heinrich Reincke Vorsitzender. Ihm folgte der Chefarzt des ehemaligen Krankenhauses Bethanien in Hamburg-Eppendorf, Friedrich Bonhoff von 1935 bis 1945. Trotz seiner frühen Mitgliedschaft in der NSDAP ab 1931 wurde er von 1949 bis 1962 erneut Vorsitzender. In der Zeit der Wiederbelebung des Vereins nach 1945 führte der als "unbelastet" eingestufte Journalist August Holler (* 1883) von 1946 bis 1949 den Vorsitz. Der Philologe Walter Kaestner übernahm die Vereinsleitung von 1962 bis 1983, ihm folgte der Rolf Hillmer (1923–2011). Seit 1998 wird der Verein von dem Archivar am Staatsarchiv der Freien und Hansestadt Hamburg, Ulf Bollmann (* 1966), geleitet.
2018 feierte der Verein sein 100-jähriges Bestehen mit einer Feierstunde im Warburg-Haus und einem Festvortrag von Detlev Kraack über die Matrikel der Plöner Gelehrtenschule von 1832 ff. 2019 beging auch die Vereinszeitschrift ihr 100. Bestehen und veröffentlichte in ihrer ersten Ausgabe die wechselvolle Geschichte ihrer Schriftleiter von den letzten Tagen des Deutschen Kaiserreichs, der Weimarer Republik, über die Zeit des Nationalsozialismus, der Deutschen Teilung und dem heutigen Deutschland nach 1990.

## Ortsgruppe Bergedorf
Vor dem Zweiten Weltkrieg hatte die Gesellschaft zahlreiche Ortsgruppen unter anderem in Hannover, Hildesheim, Hameln, Harburg-Wilhelmsburg, Lüneburg, Flensburg, Lübeck und Bergedorf, die zwischen 1924 und 1934 entstanden waren. In Bergedorf besteht noch heute die eigene Bibliothek der Gruppe. Sie war bis Mai 2013 im Bergedorfer Schloss untergebracht. Anschließend war die Bibliothek kurzzeitig in der Chrysanderstraße 2d im zweiten Stock über der Feuerwache beheimatet. Von Oktober 2017 bis Juni 2021 befand sie sich im Gebäude des Standesamtes Bergedorf, Wentorfer Straße 30. Seit Juni 2021 befindet sich die Bibliothek wieder in der Chrysanderstraße 2d im zweiten Stock über der Feuerwache.

## Die Bibliothek
Die erste Bibliothek des Vereins war in den Räumen des Museums für Hamburgische Geschichte untergebracht. Dort musste sie jedoch auf obrigkeitliche Anordnung ausziehen und fand ihren neuen Standort in einer Volksschule in der Mühlenstraße in Hamburg-Neustadt, wo sie ein Luftangriff im Juli 1943 völlig vernichtete. Eine neue Bibliothek entstand zwar sogleich wieder, war aber zunächst durch ständige Umzüge behindert, bis sie schließlich in der Alsterchaussee in Hamburg-Rotherbaum ihre derzeitige Bleibe fand. Dort stehen heute wieder über 23.000 Buchtitel.

## Die Zeitschrift
1919 wurde als Publikationsorgan des Vereins die Zeitschrift für Niedersächsische Familienkunde gegründet. Nach dem Zweiten Weltkrieg wurde sie in Zeitschrift für Niederdeutsche Familienkunde umbenannt. Sie kam mit kriegsbedingten Unterbrechungen bis 1987 als selbständige Zeitschrift heraus. Dann wurde sie mit der im Degener-Verlag erscheinenden Zeitschrift „Norddeutsche Familienkunde“ zusammengelegt. Mit dieser ging sie 1992 auf den Helmut Scherer Verlag in Berlin über, die die Norddeutsche Familienkunde in „Familiengeschichte in Norddeutschland“ umtaufte, den Untertitel „in Verbindung mit der Zeitschrift für Niederdeutsche Familienkunde“ aber beibehielt. Seit 1994 ist die Zeitschrift wieder selbständig und wurde bis Ende 2018 in Zusammenarbeit mit den Vereinen „Die Maus“ (Bremen), Genealogisch-Heraldische Gesellschaft Göttingen und Niedersächsischer Landesverein für Familienkunde e. V. (Hannover) unter ihrem alten Titel herausgegeben. 2019 erschien die Zeitschrift unter alleiniger Herausgeberschaft in Kooperation mit den beiden früheren Herausgebervereinen in Göttingen und Hannover. Seit 2020 wird die Zeitschrift ausschließlich durch die Genealogische Gesellschaft Hamburg getragen.